# Theo Jones
Theo Jones é um especialista em efeitos especiais americano. Como reconhecimento, foi nomeado ao Óscar 2019 na categoria de Melhores Efeitos Visuais por Christopher Robin (2018).